# Gänsmühlbach

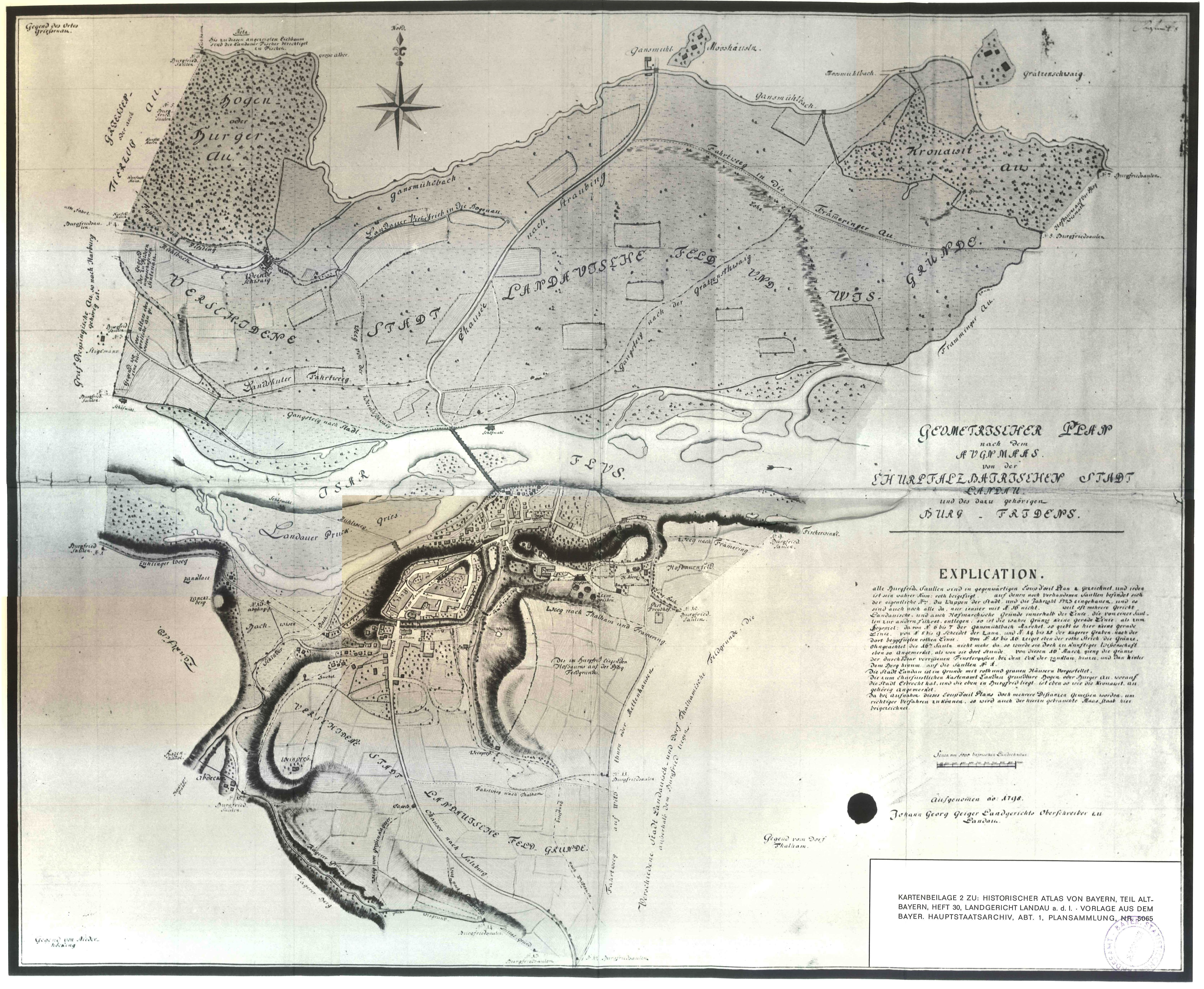
Der Gansmühlbach als Nordgrenze des Burgfriedens der Stadt Landau auf der Karte von 1798, mit der Gansmühle (die Rauchmühle, früher Kohlmühle, ist dort noch nicht nachgewiesen)

Der Gänsmühlbach ist ein gut 17 Kilometer langer Mühlkanal links neben dem Unterlauf der Isar in Niederbayern, der am Ostrand von Landau an der Isar im Landkreis Dingolfing-Landau in den Längenmühlbach mündet.

## Geographie
Der Gänsmühlbach weist zumeist Breiten von nur zwei bis drei Metern auf.

### Verlauf
Der Gänsmühlbach wird unterhalb des Wehrs am Wasserkraftwerk Gottfrieding etwas abwärts von Gottfriedingerschwaige an Isar-Flusskilometer 41,44 nach links aus dem isarparallelen Vorfluter ausgeleitet. Für solche Vorfluter ist umgangssprachlich die Bezeichnung „Sickergraben“ geläufig. Dieser „Sickergraben“ mündet wenig unterhalb in die Isar und verläuft deshalb hier bereits innerhalb des linken Hochwasserdamms. Der Gänsmühlbach fließt schon nach rund zwei Metern in einer Unterquerung nach außerhalb des Hochwasserdammes. Von da an verläuft das Gewässer in oft nur geringem Abstand, maximal sind es 1,2 km, links neben dem auf dem gemeinsamen Abschnitt sehr gerade in ostnordöstlicher Richtung ziehenden Fluss.
Nach einer Fließstrecke von 17,29 km – in Luftlinie ist die Mündung vom Ursprung nur 13,2 km entfernt – läuft er am nordöstlichen Rand der Ortslage von Landau an der Isar von rechts in den Längenmühlbach ein, einen längeren und älteren linksseitigen Mühlkanal der Isar, der deutlich weiter isaraufwärts beim Wasserkraftwerk Altheim ausgeleitet wird. Weil dieser zwar in größerem Abstand, aber immer noch recht nah an der Isar läuft, ist der Gänsmühlbach sein einziger rechter Zufluss. Ehemalige natürliche linke Zuläufe zur Isar in diesem Bereich speisen nun im Allgemeinen den Längenmühlbach, weshalb der von diesem und der Isar eng umrahmte Gänsmühlbach keine wesentlichen natürlichen Zuflüsse erfährt. Der größte Zulauf Lautergraben, auf der amtlichen Karte Rosenauer Ableiter, kommt jedoch von links, er untertunnelt zuvor den Längenmühlbach und mündet nur 138 Meter weiter südöstlich auf Mamminger Gebiet nahe der Gemeindegrenze zu Gottfrieding. Eine Überleitung vom Längenmühlbach selbst zum Gänsmühlbach zeigt die amtliche Karte 350 Meter oberhalb des Lautergraben-Tunnels; hier liegen die beiden Mühlbäche nur gut 50 Meter auseinander. Dieser Graben ist bereits auf der historischen Flurkarte des 19. Jahrhunderts zu sehen, endet dort aber nicht im Gänsmühlbach, sondern in einem Isararm.
Auf dem Mittellauf knapp 300 Meter nach der Meisingermühle untertunnelt der Zwerchgraben von links den Gänsmühlbach, nachdem er 1300 Meter weiter laufaufwärts und nordwestlich bereits den Längenmühlbach in einem Düker unterquert hat. Wenig nach dem zweiten Seitenwechsel am Gänsmühlbach fließt er als Altern weiter bis auf die Stadtgemarkung von Landau an der Isar. Einen Viertelkilometer nach deren Grenze und noch etwa einen halben vom Siedlungsrand der Stadt entfernt mündet er in die Isar.
Früher wurde der Gänsmühlbach etwa 1800 Meter weiter flussabwärts als heute bei Flusskilometer 39,6 aus der Isar ausgeleitet. Damals war er 15,9 km lang. Da sich die Isar nach ihrer Begradigung zunehmend eintiefte, musste die Ausleitung flussaufwärts verlegt werden.

### Orte am Lauf
- Mammingerschwaigen (Dorf der Gemeinde Mamming), links
- Meisingermühle (nichtamtlicher Ortsteil, Gemarkung Waibling, Markt Pilsting), rechts
- Goben (Dorf, Gemarkung Waibling, Markt Pilsting), links
- Harburg (Dorf, Gemarkung Harburg, Markt Pilsing), beidseitig
- Griesenau (Weiler, Gemarkung Harburg, Markt Pilsing), links
- Landau an der Isar (Kleinstadt, mit der Rauchmühle und – gut 1300 Meter vor der Mündung – der Gansmühle), beidseitig

## Mühlen und Wasserkraftwerke
Am Gänsmühlbach gab es vier Mühlen bzw. Wasserkraftwerke, von denen jedoch wegen verringerter Wasserführung seit Jahrzehnten keine mehr in Betrieb ist:
|   | Mühle/Kraftwerk | Ort, Gemeinde | Höhe               | Bemerkung       | Koordinaten                  |
| - | --------------- | ------------- | ------------------ | --------------- | ---------------------------- |
| 1 | Meisingermühle  | 343           | Waibling, Pilsting |                 | 48° 40′ 10″ N, 12° 37′ 30″ O |
| 2 | Stadlmühle      | 340           | Harburg, Pilsting  |                 | 48° 40′ 41″ N, 12° 39′ 33″ O |
| 3 | Rauchmühle      | 338           | Landau a.d.Isar    | ehem. Kohlmühle | 48° 40′ 56″ N, 12° 41′ 4″ O  |
| 4 | Gansmühle       | 336           | Landau a.d.Isar    |                 | 48° 41′ 19″ N, 12° 41′ 34″ O |

Die Rauchmühle steht schon seit etwa 1940 still. An ihrer Stelle ist im Urpositionsblatt 505 Gaenacker von 1837 eine Kohlmühle eingezeichnet. Das Gewässer heißt dortselbst Gans-Bach.
In der Begründung des Beschlusses des Bezirksamts Landau/Isar vom 5.3.1934 Nr. 513, betr.: Stau- und Triebwerksanlage Meisingermühle ist zu lesen: 2 Mühlen wurden schon vor längerer Zeit aufgelassen. Demnach trieb der Gänsmühlbach in noch früherer Zeit sechs Mühlen an.

## Geschichte
Wann der Gänsmühlbach entstand, ist nicht genau feststellbar, Schweitzer (1957) grenzt die Zeit jedoch auf die 1830er Jahre ein. Man wollte damals die an der unteren Isar gelegenen Schiffsmühlen an Mühlbäche verlegen. Eine Karte der Stadt Landau an der Isar des Landgerichts-Oberschreibers von 1798 zeigt andererseits, dass es zumindest dort zu diesem früheren Zeitpunkt schon einen Gansmühlbach gab, der bis zu seiner Einmündung in den Moosmühlbach (heute Längenmühlbach) den Burgfrieden nach Norden begrenzte.
In der zweiten Hälfte des 19. Jahrhunderts wurde der Oberlauf des Gänsmühlbachs mehrmals verlegt, weil die Isar ihr Flussbett verlagert hatte.
Im Repertorium des Topographischen Atlasblattes Landau von 1846 ist das Gewässer als Mühlbach (Kleiner) aufgeführt. Weiterhin heißt es:
...sondert sich bei Goben von der Isar ab, fliesst nordöstlich, vereinigt sich bei der Weindlschwaige mit dem grossen Mühlbache.
- Brücken: 1 h am Oelschlag.[12]
- Mühlen: die Stahrlmühle (Stadler Mühle)

Demnach war 1846 nur eine Mühle in Betrieb.

## Sportfischerei
Der Gänsmühlbach ist zwar ein Vereinsgewässer des Kreisfischereivereins Dingolfing e.V., wird aber als zur Zeit für die Fischerei uninteressant eingestuft.